# Walton Heights
Walton Heights är en kulle i Antarktis. Den ligger i Västantarktis. Argentina, Chile och Storbritannien gör anspråk på området. Toppen på Walton Heights är 761 meter över havet.
Terrängen runt Walton Heights är huvudsakligen kuperad, men den allra närmaste omgivningen är platt. Trakten är obefolkad. Det finns inga samhällen i närheten.